# Liste der Beiträge für den besten fremdsprachigen Film für die Oscarverleihung 1971
Die folgenden 13 Filme, alle aus verschiedenen Ländern, waren Vorschläge in der Kategorie bester fremdsprachiger Film für die Oscarverleihung 1971. Die hervorgehobenen Titel waren die fünf letztendlich nominierten Filme, welche aus den Ländern Belgien, Frankreich, Italien, Schweiz und Spanien stammen. Der Oscar ging an das italienische Krimidrama Ermittlungen gegen einen über jeden Verdacht erhabenen Bürger.

## Beiträge
| Land                          | Deutscher Verleihtitel                                        | Sprache(n)    | Originaltitel                                         | Regisseur(e)      | Ergebnis        |
| ----------------------------- | ------------------------------------------------------------- | ------------- | ----------------------------------------------------- | ----------------- | --------------- |
| Vereinigte Arabische Republik | Die Mumie oder die Nacht der gezählten Stunden                | Arabisch      | المومياء (Al-mummia)                                  | Shadi Abdel Salam | Nicht nominiert |
| Belgien                       | Paix sur les champs                                           | Französisch   | Paix sur les champs                                   | Jacques Boigelot  | Nominiert       |
| Brasilien                     | Todsünde                                                      | Portugiesisch | Pecado Mortal                                         | Miguel Faria Jr.  | Nicht nominiert |
| Dänemark                      | Das Mädchen Lone                                              | Dänisch       | Ang. Lone                                             | Franz Ernst       | Nicht nominiert |
| BR Deutschland                | o.k.                                                          | Deutsch       | o.k.                                                  | Michael Verhoeven | Nicht nominiert |
| Frankreich                    | Hoa-Binh                                                      | Französisch   | Hoa-Binh                                              | Raoul Coutard     | Nominiert       |
| Italien                       | Ermittlungen gegen einen über jeden Verdacht erhabenen Bürger | Italienisch   | Indagine su un cittadino al di sopra di ogni sospetto | Elio Petri        | Gewonnen        |
| Japan                         | Buraikan                                                      | Japanisch     | 無頼漢 (Buraikan)                                     | Masahiro Shinoda  | Nicht nominiert |
| Polen                         | Das Salz der schwarzen Erde                                   | Polnisch      | Sól ziemi czarnej                                     | Kazimierz Kutz    | Nicht nominiert |
| Schweden                      | Eine schwedische Liebesgeschichte                             | Schwedisch    | En Kärlekshistoria                                    | Roy Andersson     | Nicht nominiert |
| Schweiz                       | Erste Liebe                                                   | Deutsch       | Erste Liebe                                           | Maximilian Schell | Nominiert       |
| Spanien                       | Tristana                                                      | Spanisch      | Tristana                                              | Luis Buñuel       | Nominiert       |
| Ungarn                        | Ein Liebesfilm                                                | Ungarisch     | Szerelmesfilm                                         | István Szabó      | Nicht nominiert |